# Stefan May
Stefan May (ur. 30 sierpnia 1890 w Kościanie, zm. 20–22 kwietnia 1940 w Katyniu) – kapitan piechoty Wojska Polskiego, kawaler Orderu Virtuti Militari, ofiara zbrodni katyńskiej. 

## Życiorys
Urodził się w rodzinie Wojciecha i Jadwigi z Wechtów. Absolwent gimnazjum w Poznaniu. Po roku nauki w Akademii Laborantów w Brunszwiku pracował w aptece w Szczecinie. W 1914 roku wcielony do armii niemieckiej. Zwolniony z wojska w 1918 włączył się w przygotowania do powstania w Wielkopolsce. Walczył w powstaniu stopniu sierżanta jako dowódca odcinka leszczyńskiego. Jako podporucznik w 1920 przeniesiony do 60 pułku piechoty, walczył na froncie kijowskim i białoruskim w wojnie 1920 r. Ciężko ranny 5 czerwca 1920 roku nad Berezyną. Po wyleczeniu i awansie na porucznika (1921) służył w 60 pp jako dowódca kompanii. 31 marca 1924 roku został awansowany na kapitana ze starszeństwem z dniem 1 lipca 1923 roku i 90. lokatą w korpusie oficerów piechoty. W 1925 roku, ze względu na zły stan zdrowia, został przeniesiony do rezerwy.
W okresie międzywojennym dzierżawił majątek ziemski w Kamienicach Starych, pow. ostrowskiego. Dwukrotnie żonaty - od 1921 roku z Haliną z Manowskich (zm. 1926), a od roku 1931 z Joanną z Bejgów. Po śmierci pierwszej żony przeniósł się do Poznania. Z pierwszego małżeństwa miał syna Olgierda i córkę Halinę.
W czasie kampanii wrześniowej 1939 roku, po agresji ZSRR na Polskę, w nieznanych okolicznościach dostał się do niewoli sowieckiej. Od kwietnia 1940 roku przebywał w obozie jenieckim w Kozielsku. Między 19 a 21 kwietnia 1940 roku przekazany do dyspozycji naczelnika Zarządu NKWD Obwodu Smoleńskiego – lista wywózkowa 035/4 z 16 kwietnia 1940 roku. Został zamordowany między 20 a 22 kwietnia 1940 roku w lesie katyńskim przez funkcjonariuszy Obwodowego Zarządu NKWD w Smoleńsku oraz pracowników NKWD przybyłych z Moskwy na mocy decyzji Biura Politycznego KC WKP(b) z 5 marca 1940 roku. Ofiary tej zbrodni grzebano w bezimiennych mogiłach zbiorowych, gdzie od 28 lipca 2000 roku  mieści się oficjalnie Polski Cmentarz Wojenny w Katyniu. W miejscu tym prowadzone były ekshumacje i prace archeologiczne, jednak Stefan May nie został zidentyfikowany.
5 października 2007 roku Minister Obrony Narodowej Aleksander Szczygło mianował go pośmiertnie do stopnia majora. Awans został ogłoszony 9 listopada 2007 roku w Warszawie, w trakcie uroczystości „Katyń Pamiętamy – Uczcijmy Pamięć Bohaterów”.

## Ordery i odznaczenia
- Krzyż Srebrny Orderu Wojskowego Virtuti Militari nr 3670[12][3]
- Krzyż Niepodległości (22 kwietnia 1938)[13]
- Krzyż Walecznych (trzykrotnie)[1]
- Srebrny Krzyż Zasługi (7 listopada 1929)[14]

## Zobacz
- jeńcy polscy w niewoli radzieckiej (od 1939 roku)
- obozy NKWD dla jeńców polskich
- ofiary zbrodni katyńskiej – zamordowani w Katyniu